# Betania (Antioquia)
Betania es un municipio de Colombia, localizado en la subregión suroeste del departamento de Antioquia. Limita por el norte con los municipios de Bolívar e Hispania, por el este con los municipios de Hispania y Andes, por el sur nuevamente con Andes y por el oeste con el departamento del Chocó. La cabecera municipal dista 125 kilómetros de la ciudad de Medellín, capital del departamento de Antioquia. Este municipio posee una extensión de 168 km² y una altura de 1.550 m s. n. m. .

## Historia
Los indígenas Caramanta y Chamíes conocidos como Tapartóes, Citaráes y Naratupes, habitaron los territorios de Betania e Hispania. En Ciudad Bolívar se hallaban las familias Naratupes Chamíes, descendientes de la tribu del Cacique Barroso. la región que hoy es Betania, perteneció al municipio de Ciudad Bolívar fundado en 1839. Betania inicialmente era un caserío ubicado en la ribera del río Pedral con 195 habitantes. Uno de los colonos habitantes encontrados allí fue don José María Sánchez y su esposa Asunción Zamora , colonos que asentaron su poderío en esta región al obtener escrituras por la meseta que hoy sirve de asiento a Betania.
Don José María Sánchez, vendió sus terrenos a los señores Simón Villa, José María Villa, y José María Martínez, pobladores de Río negro. Con el consentimiento de los señores mencionados, antes de 1889 se levantaron ranchos, a la vez que vendieron pequeños terrenos de su propiedad.
El 29 de julio de 1889, los señores Simón y José María Villa, junto con José María Martínez, por medio de escritura pública, José María Martínez dona las tierras para el asentamiento total del caserío de Betania y se funde así el 25 de abril de 1893 por decreto 16, dando pie a la creación de la Parroquia de Betania.
Con apenas 300 habitantes, en el año de 1889, Betania recibiría este nombre de parte de los gobernantes de Ciudad Bolívar, Antioquia, de la cual el poblado era solamente un dependiente caserío. En 1891 los vecinos lograron convertirlo en corregimiento, y apenas en época tan reciente como 1902 este territorio se restableció como "fracción" cuando corría el 13 de mayo de este año.
Esta localidad del Suroeste de Antioquia, Betania, hubo de vérselas para conseguir su independencia con la fuerte oposición de sus colosos vecinos, los municipios antioqueños de Andes y Ciudad Bolívar.
Acontecieron muchos esfuerzos de estos vecinos hasta que tan recientemente como 1920, mediante ordenanza de la Asamblea de Antioquia número 42 del dicho año, se originó el nacimiento del nuevo municipio, segregado por fin de Andes y Ciudad Bolívar.
Actualmente, este municipio enclavado entre las montañas del Suroeste antioqueño, se enorgullece de ser la capital colombiana de la música guasca. Cada año realiza el Festival Nacional de ese género y reúne a los mejores intérpretes del país. Sus fincas cafeteras, la vista desde sus miradores naturales, los Farallones del Citará, el Río Pedral y muchos otros sitios convierten a Betania en un destino muy atractivo para los visitantes.

## Generalidades
- Fundación, 29 de julio de 1889
- Erección en municipio, 1921
- Fundadores: Aniceto Bolívar, Simón y José María Villa, José María Martínez
- Apelativos: "Perla del Citará", "Capital Mundial de la Música Guasca", "Balcón del Suroeste". Popularmente se le conocía como "Gorra Vieja", apelativo cuyo origen es desconocido y que es poco usado en la actualidad por sus habitantes.

Lo conforman las veredas Media Luna, Las Minas, Las Picas, La Trilladora, Miraflores, Las Travesías, Las Mercedes, La Fe, El Contento, El pedral, Palenque, La Sucia, La Primavera, Guarico, Bellavista, La Florida, Los Aguacates, Los Cantares y El Alto del Oso. Betania posee comunicación por carretera con los municipios de Bolívar, Andes e Hispania. 
Sobre el origen de su nombre se sabe que proviene del nombre bíblico igual que existe en la región de Betania, tierra de Jesús.

### Geografía
El municipio presenta el 90% de su topografía escarpada, cuya población se ubica en el filo de una cordillera con fallas geológicas.
La zona del suroeste de Antioquia, se caracteriza por un sistema de relieve de configuración longitudinal, altamente quebrado con profundas hondonadas y cañones; escasean las mesetas y los altiplanos, las vegas o terrenos aluviales son igualmente escasos. Geológicamente podemos decir que la zona está afectada por varias fallas geológicas que recorren el río Cauca, como la falla “Cauca - Romeral”, La falla Mistrató, la falla Remolino, la falla la Mansa, y la falla San Juan.
En el municipio los principales depósitos de vertientes se localizan sobre los valles estrechos de las quebradas La Clara, La Linda y La Italia, afluentes del río Tapartó; San Antonio, Aguacatal, La Sucia, La Cascajosa, Barlovento, La Ladera, Ginebra, Las Picas, Angosturas, Afluentes del río Guadalejo; y en las veredas Pedral Arriba, Las Mercedes, La Hermosa y Pedral Abajo.
Los habitantes de dicho lugar profesan la religión católica. La mayor producción de la vereda es el café que sale directamente para exportación por su buena calidad. El plátano, la caña panelera y algunas cabezas de ganado. 
Las construcciones de la Vereda Palenque son posteriores a una avalancha que tuvo lugar en este sitio causado por el río Tapartó ocurrida en el año de 1993, las viviendas de sus moradores fueron donadas por las fundaciones sin ánimo de lucro que colaboraron con la donación de los materiales para la elaboración de dichas casa y fueron ejecutadas por los mismos beneficiarios. Sus gentes son trabajadores de campos que se emplean en fincas cercanas.

### Veredas
Barlovento, Bellavista, Cajones, Cajones Primavera, El Bosque, El Contento, El Tablazo, Guarico, La Cita, La Fe, La Florida, La Hermosa, La Irene, La Italia, La Julia, La Ladera, La Libia Arriba, La Libia Abajo, La Linda, La Primavera, La Rochela, La sucia, La Troya, Las Animas, Las Mercedes, Los Aguacates, Media Luna, Palenque, Pedral Abajo, Pedral Arriba, Santa Ana, Travesías, El Alto del Oso, Taparto y El Asilo. Unas de las más importantes son:
- Santa Ana

Se encuentra ubicada en el municipio de Betania a una altitud de 1450 metros sobre el nivel del mar, limita al oriente con la vereda florida, al occidente con la vereda los aguacates, por el norte con la vereda la sucia y con el sur la vereda bella vista. La vereda está ubicada en el noroeste antioqueño, cuenta con una topografía de tipo montañoso y un clima templado. La vereda se encuentra a 9 kilómetros de la cabecera municipal. 
- La Linda

Se encuentra ubicada en el municipio de Betania a una altitud de 1350 metros sobre el nivel del mar.limita al norte vereda barlovento al occidente la vereda ladera y al oriente los aguacates. Su economía está basada única y exclusivamente en la producción del café, hasta el año 1983 se ingresaba por medio de mulas pero a partir de ese año se construyó una carretera y tiene servicio público único los días sábados y domingos.
- La Julia

Es una zona rural del municipio de Betania, limitante con la Vereda El Pedral Arriba, Las Mercedes y El pedral Abajo. En su estructura se ve dividido por el Río Pedral, propicio para la visita de bañistas y turistas. En sus tierras se cultiva plátano, yuca, maíz, entre muchos otros frutos pero principalmente café. Para ingresar allí se puede hacer por medio de carro, moto, caminando o por cualquier otro medio, pues las carreteras se encuentran en buen estado. 
- Palenque

La vereda está ubicado en la zona rural del municipio de betania a 36 km de la cabecera municipal y tiene altura de 1550 metros sobre el nivel del mar, limita a orilla del río taparto y con el municipio de andes. Tiene una población aproximada de 365 habitantes distribuidos en 62 Viviendas construidas la gran mayoría en adobe y concreto. Algunas de estas cuentan con acueducto, alcantarillado y teléfono instalado.

## Demografía
Población Total: 10 323 hab. (2018)
- Población Urbana: 3 601
- Población Rural: 6 722

Alfabetismo: 78.8% (2005)
- Zona urbana: 84.4%
- Zona rural: 74.9%

### Etnografía
Según las cifras presentadas por el DANE del censo 2005, la composición etnográfica del municipio es: 
- Mestizos & Blancos (97,1%)
- Afrocolombianos (2,8%)
- indígenas (0,1%)

## Transporte
Desde la capital Antioqueña, Medellín, Betania esta a 116 km , un recorrido de 2 horas 30 minutos por carretera.
Empresas que prestan servicio:
Cootransbet

## Economía
- Agricultura: Cacao, Café, Plátano, Yuca, Fríjol
- Ganadería: de Leche, e intensiva en Ceba
- Sobreproductos de Miel de Abeja
- Manualidades con Parafina y Guasca de Plátano
- Minería
- Comercio.

## Sitios de interés
Patrimonio histórico artístico
- Iglesia de San Rafael. La primera piedra fue colocada el 25 de julio de 1948 y concluida la obra cuarenta años después en 1988 Es de estilo neogótico.  Es la perla más preciosa de este emblemático municipio, en la actualidad cuenta con el padre Luis Fredy Correa Uribe como párroco quien ha procurado mantenerlo de la mejor manera posible y engrandecer la fe como un atalaya de vida de sus habitantes.

- Obelisco de Homenaje al Caficultor.

Destinos ecológicos
- Farallones del Citará, con formaciones pétreas naturales como:

- Asiento del Indio

- El Cerro de la Teta

- Cabeza de la India

- Chorros  del río Tapartó ubicados en la veredera la Rochela

Otros sitios ecológicos
- El Mirador

- Hacienda La Guitarra

- Ríos Tapartó y Guadalejo.

## Fiestas
- Festival de la Música Guasca. En este particular concurso anual se premia lo siguiente:

Rey Guasca
Rey Guasca Parrandero
Mejor Canción Inédita
Mejor Dueto
Mejor Solista.
- Aniversario del Municipio: Se celebra el 29 de julio.
- Fiesta de la Virgen del Carmen: Se celebra el 16 de julio.
- Fiestas patronales en Honor a San Rafael Arcángel. Se celebran del 20 al 29 de septiembre de cada año

## Otras festividades de Betania
- Concurso de Fogatas
- Cabalgatas
- Desfile regional de comparsas y silleteros en noviembre